# 基斯杭格阿尔赫伦瓦尔
基斯杭格阿尔赫伦瓦尔（Kishangarh Renwal），是印度拉贾斯坦邦Jaipur县的一个城镇。总人口27563（2001年）。

## 人口
该地2001年总人口27563人，其中男性14241人，女性13322人；0—6岁人口4645人，其中男2426人，女2219人；识字率59.30%，其中男性为72.12%，女性为45.60%。